# 105.ª Brigada del Ejército Croata
El 105.ª Brigada del Ejército Croata (en croata: ) fue una formación militar que se creó en Bjelovar en el año 1991 siguiendo a las tensiones interétnicas en la República de Croacia.
Desarrolló operaciones durante la Guerra de Croacia combatiendo contra tropas del Ejército Popular Yugoslavo y contra las milicias de la Región Serbia de Eslavonia Occidental. Participó brevemente en operaciones en Posavina (Bosnia) en el año 1992.

## Historia

### Antecedentes de las unidades croatas en Bjelovar
Después de las elecciones multipartidarias de 1990, el mando de la Defensa Territorial (TO) de la República de Croacia fue leal al liderazgo militar del Ejército Popular Yugoslavo (JNA) en vez que a las autoridades croatas. Debido a esto, Croacia puso la base de defensa en la fuerza policial y en diciembre de 1990 cortó la financiación de su Defensa Territorial. En septiembre de 1991, se abolió la TO y el personal pasó a la reserva.
Al igual que la policía, el nuevo sistema de defensa territorial se estructuró sobre la base de la organización administrativa de la Comunidad de Municipios de Bjelovar. La ciudad de Bjelovar era la sede del Comando de la Zona Operativa y la sede de defensa territorial municipal.
El 23 de febrero de 1991, se estableció la Unidad de Policía Especial Omega dentro de la Dirección de Policía de Bjelovar.
En abril de 1991, se formó la Guardia Nacional Croata (ZNG) en el Ministerio del Interior de Croacia. Fue el comienzo de las fuerzas armadas, que, debido a obstáculos legales, se organizaron dentro de ese ministerio pero bajo la autoridad del Ministerio de Defensa. Dependiendo de su tamaño, las unidades de reserva del ZNG se establecieron dentro de los departamentos de policía: brigadas y batallones Independientes. En el Departamento de Policía de Bjelovar, en julio, se estableció la 105.ª Brigada, con sede en Bjelovar.
A principios de noviembre se conformó el 55.° Batallón Independiente sobre la base del personal del Cuartel General del Distrito de Bjelovar, asumiendo parte de las responsabilidades de la 105.ª Brigada que había sido enviada al campo de combate en Eslavonia Oriental.

### Creación y primeros enfrentamientos
A mediados de junio de 1991, se crearon las primeras estructuras militares bajo el mando del comando de Defensa Territorial de Bjelovar. Consistían en una sección de sabotaje para de defensa del propio comando.
Siguiendo la orden del entonces Ministro de Defensa de la República de Croacia, General Martin Špegelj, el 29 de julio de 1991 se tomó la decisión oficial de formar la 105.ª Brigada de la ZNG con el antiguo oficial del JNA, Stjepan Ivanić, como comandante. El establecimiento se hizo en la Dirección de Policía de Bjelovar.
El principal problema para la organización fue la falta de armamento. Las primeras fracciones estaban dotadas con armas privadas.
La Brigada tenía su base en Bjelovar y cubría el área de los municipios de Čazma y Đurđevac. Como la primera unidad dentro de la brigada, el 7 de agosto de 1991, se estableció una compañía "A", al mando de Miroslav Černak. Veinticinco miembros de esa compañía fueron enviados a Podravska Slatina ya el 14 de agosto para apoyar la defensa del área. La fracción permaneció hasta final del mes, período en que se formó un 64.º Batallón del ZNG.
Mientras eso ocurría, se incrementaban las unidades de la brigada con personal de Bjelovar (1.e Batallón), Čazma (2.o Batallón) y Đurđevac (3.e Batallón).
Durante la primera quincena de septiembre, la 2.a Compañía del 1.e Batallón se desplegó en las aldeas de Bedenik y Velika Pisanica principalmente para proteger a la población croata. El 13 de septiembre, se produce un enfrentamiento en Turković.

### Emboscada de Kusonje
El 2 de septiembre, el ZNG desplegó la Compañía "A" del 1.e Batallón de la 105.ª Brigada en Pakrac para reforzar las defensas de la policía en el área. La compañía asumió un rol de reserva la cual reaccionaría en situaciones críticas. Para ello recibió un vehículo improvisado construido en Prekopakra.
El 8 de septiembre, una sección de la Compañía "A", compuesta por 19 miembros, fue enviada a Kusonje en el vehículo blindado improvisado. Aproximadamente a las 0730, fue emboscada por las tropas serbocroatas siendo impactado por un cohete antitanque. Los tripulantes lo debieron abandonar el vehículo refugiándose en la Casa Número 55, cercana al lugar de impacto. Allí comenzaron la resistencia.
Cuando se enteró de la emboscada, la ZNG desplegó una fuerza para extraer a la sección emboscada. La fuerza de apoyo consistió en el resto de la Compañía "A" con el apoyo de la Unidad de Policía Especial Omega, la policía de reserva y los refuerzos de ZNG de Virovitica. Esta fuerza no pudo llegar a los emboscados. Once miembros habían muerto durante los combates. Los siete restantes, que se habían quedado sin municiones, se rindieron a las fuerzas serbias que habían rodeado la casa y luego fueron asesinados por sus captores.
Como la fuerza que fue enviada para reforzar y extraer el pelotón de reconocimiento tuvo más bajas, el total de pérdidas croatas en la lucha y sus consecuencias inmediatas ascendieron a 20 muertos.

### Captura de los cuarteles de Bjelovar
La ciudad de Bjelovar era asiento de la 265.ª Brigada Blindada del JNA, en dos cuarteles, clasificada como A (100% de material y personal). En el marco de la Batalla de los Cuarteles, las fuerzas croatas comenzaron el ataque el 29 de septiembre. Las instalaciones fueron capturadas fácilmente. El botín incluía 78 tanques T-55 y 89 vehículos blindados.
Parte de la 105.ª Brigada contribuyó significativamente a la conquista de las instalaciones militares. Para evitar los intentos del Ejército Popular Yugoslavo de evadirse hacia territorio serbio, las tropas de la brigada ocuparon todos los caminos aledaños. Así, el 1.e Batallón (Bjelovar) se ubicó en las aldeas de Bedenik y Velika Pisanica, el 2.° Batallón (Čazma) ocupó un puesto en la aldea de Narti cerca de Bjelovar y el 3.° Batallón (Đurđevac) ocupó las rutas que conducen desde Bjelovar a Podravina. Ingenieros de la Brigada hicieron demoliciones para crear obstáculos. Miembros de nueve grupos de cazadores de tanques estaban estacionados en los puntos de posible salida del JNA del cuartel asediado.
La captura de los cuarteles JNA de Bjelovar permitió la formación de la artillería, la defensa aérea, de un batallón blindado mecanizado, comunicaciones y otras fracciones menores a partir del material obtenido.

### Combates en el área Lipik y Pakrac
El ataque yugoslavo a Lipik del 11 de octubre tornó a situación como alarmante, por lo que a Zona Operativa de Bjelovar fortaleció la defensa de Lipik y Pakrac con todas las fuerzas disponibles. Entre los refuerzos enviados se encontraba la 105.ª Brigada del ZNG, enviada al rescate el 13 de octubre. Llegó con 700 efectivos y se desplegó en las aldeas de Uljanik, Duhovi, Antunovac, Pakračka Poljana y Marino Selo y a lo largo de los tramos de Gornja Obrijež - Batinjani y Prekopakra. Con los refuerzos, la situación en el lugar mejoró, especialmente después que fracciones del 56.° Batallón Independiente, de la 105.ª Brigada del ZNG y policía ocuparon la aldea de Bujavica el 14 de octubre.
Parte de la 105.ª Brigada participó en los ataques infructuosos contra las aldeas de Bair y Lovska entre el 16 y el 17 de octubre bajo el mando de la Zona Operativa de Bjelovar. A partir del 18, la Brigada 105 fue agregada al Grupo de Operaciones Posavina para la Operación Orkan-91. Entonces, se desempeñó en las direcciones Lipovljani - Bair - Donji Čaglić y Krapje - Jasenovac - Košutarica.
El 29 de octubre de 1991, la brigada ejecutó una ofensiva al norte de Novska en el marco de la Operación Orkan-91. Debido a la movilización fallida el comandante solo tenía dos batallones de infantería incompletos: el 1.er Batallón Bjelovar, que estaba en condiciones relativamente buenas (ubicado en Kozarice) y El 3.er Batallón Đurđevac con un total de 164 soldados (ubicado en Novi Grabovac). También tenía una compañía blindada, el Grupo de Artillería Mixta y unidades auxiliares. Ese día, el 1.er Batallón de la Brigada, con la ayuda de parte de la 125.ª Brigada, ocupó la aldea de Bair. El 3.e Batallón, reforzado por la Compañía de la Brigada Samobor ocupó la posición defensiva de Trokut, próximo a Novska. Dicha posición debió ser abandonada por la acción del JNA.
El 4 de noviembre, la brigada fue replegada por las malas condicione en que se encontraba. Fue reemplazada por la 117.° Brigada.
A fin de noviembre, el 2.o Batallón (Čazma) se encontraba en el área de Mikleuš, al inicio de la Operación Papuk-91. El 1 de diciembre, fue enviado al área de la aldea de Privlaka, cerca de Vinkovci, se unió al resto de la brigada, terminando así su participación en la liberación del área de Papuk.

### Operación Otkos - 10
Durante la operación Otkos - 10, desarrollada entre el 31 de octubre y el 4 de noviembre de 1991, una fracción blindada / mecanizada de la Brigada 105 (2 tanques T-55 y 2 OT) participó en las acciones, al norte de Grubišno Polje, como parte del eje sur.

### 105.aBrigada del Ejército Croata en Eslavonia Oriental
A principios de noviembre de 1991, la situación en Eslavonia Oriental, en la Zona de Operaciones Osijek era difícil. Vukovar estaba a punto de caer. El 10 de noviembre, el Estado Mayor del Ejército Croata (recientemente renombrado como tal) envió a la 105.ª Brigada al área debido a que era la única unidad de ese nivel que no estaba empeñada. La brigada comenzó a llegar, en forma incompleta, recién en la noche del 14 y se desplegó en las aldeas de Strizivojna, Vrpolje, Tchaikovci, Stari Perkovci, Budrovci y Piskorevci.
El 17 de ese mes, el batallón mecanizado / blindado llevó a cabo un fuerte combate entre Donje Novo Selo y Komletinci donde destruyó a las fuerzas de infantería mecanizadas del JNA. Después del fracaso yugoslavo del 3 y 4 de diciembre, la División de Guardias de JNA inició en un nuevo ataque, que fue rechazado nuevamente, después de lo cual la línea se estabilizó.
La permanencia en Eslavonia Oriental fue la más larga de las distintas que tuvo la brigada. Permaneció desde mediados de noviembre de 1991 hasta mediados de julio de 1992. Tras el alto el fuego firmado en Sarajevo el 2 de enero de 1992, la 105.ª Brigada permaneció manteniendo las posiciones alcanzadas.
A finales de 1991, la 105.ª Brigada recibió el personal que faltaba y en la primavera de 1992 tenía un efectivo mayor de 2900 personas.

### Operaciones luego del alto al fuego del 3 de enero de 1992. Posavina
Paralelamente a la entrega de la responsabilidad a UNPROFOR el 4 de julio de 1992, en el este de Croacia, comenzó la formación del Grupo Táctico de la 105.ª Brigada (TG-105). Inicialmente, 770 soldados se alistaron en TG-105. Su base fue un batallón motorizado con refuerzos de otros tipos de unidades. El 2 de julio de 1992, se designó como jefe a Zlatko Ferencevic.
El 3 de julio, las unidades de artillería de la Brigada regresaron de Vrpolje a Bjelovar. El 4 de julio, el TG-105 llegó procedente de Privlaka al área de las aldeas de Đurđic, Srijedska, Nova Ploščica y Nevinac donde se desplegó.
El TG-105 permaneció en Bjelovar durante un mes. En el verano de 1992, el TG-105, junto con otras fuerzas croatas, arribó a la zona de operaciones de Posavina (Operación Corredor). La brigada estuvo en este frente dos veces, la primera vez del 5 al 20 de agosto de 1992 y la segunda del 15 al 30 de septiembre de 1992.
El TG se instaló en la zona del pueblo Zborište el 7 de agosto Parte del Grupo Táctico fue rodeado y permaneció en esa posición hasta el 19 de agosto. En estas peleas, el TG-105 tuvo seis soldados muertos. Fue desafectado el 18 y 19 de agosto y se retiró a Bjelovar en descanso.
Después del descanso, el TG-105 se volvió a comprometer y el 16 de septiembre asumió su posición en el área de Koraće. El combate era diario ya que el Ejército de la República Srpska se estaba preparando para el asalto final a Bosanski Brod. El ataque de las fuerzas serbias fue particularmente fuerte el 22 de septiembre, pero fue rechazado por el TG-105, en oposición a parte de las unidades vecinas. El Grupo Táctico permaneció en el campo de batalla hasta finales de septiembre, cuando fue retirado y desmovilizado.
Los monumentos conmemorativos en la costa del río Sava fueron erigidos conjuntamente en 2006 por las ciudades de Bjelovar y Slavonski Brod a iniciativa de la Asociación Bjelovar de Viudas de los Veteranos Caídos.
El 8 de septiembre de 1993, el comandante de brigada Mayor Stanko Palić, el Capitán Mirko Pereš y el Cabo Željko Šegović fueron muertos por una mina serbia montada en la aldea de Kusonje. En esa fecha, a dos años después del enfrentamiento, se hizo una ceremonia en el lugar de los hechos para homenajear a los muertos. En el momento de colocación de una corona de flores explotó una mina perdiendo la vida dos personas mientras una docena resultó herida.

### Operación Bljesak
Para la Operación Bljesak, ofensiva croata para recuperar el territorio bajo dominio serbio, la 105.ª Brigada y el 52.º Regimiento fueron desplegados al norte del sector (Pakrac - Lipik). Las posiciones de partida fueron con un batallón ocupó la línea de Livadiani - Lipik y la otra línea de Kricka - Subocka.
En el primer día de la operación en dirección general Pakrac - Lipik - Bjela Stiene, el 1.er Batallón de la Brigada ocupó la línea de Donja y Gornja Subocka - calle Sukovcan - Gornja Kricke, donde realizó una defensa. De acuerdo con el avance de la Policía Especial del Ministerio del Interior en la dirección a Donja y Gornja Kricke - Gornji Kovačevac - Trnakovac, la 1.ª Compañía del 1.er Batallón de Infantería y el pelotón de sabotaje de la 105.ª Brigada se lanzaron el ataque a la altura Čardak (319 m). Con el avance de la Policía Especial, el 3.er Batallón comenzó gradualmente el ataque a Bjelanovac mientras que el 2.° Batallón avanzó por Milisavci - Rađenovci - Bijela Stiena.
El 2 de mayo, la brigada ocupó Čardak, Donji Čaglić, Kovačevac Čaglićki y Bijela Stijena con las fuerzas principales y con un batallón, en la noche del 2/3 de mayo, alcanzó la ruta Donji Čaglić - Bjelanovac. De esta forma, parte del 18.° Cuerpo del SVK que se defendía en la zona de Pakrac quedó rodeado. A partir de entonces, se mantuvo dando seguridad en el lugar alcanzado.
Durante la operación, tuvo tres muertos y 15 heridos. Después de la rendición de las fuerzas serbias, la brigada fue desmovilizada.

## Operaciones en la que participó
- Operación Otkos - 10.
- Operación Papuk-91.
- Operación Bljesak.

## Bajas
La brigada, a través de la cual pasaron cerca de 10.000 integrantes, sufrió 91 muertos y 350 heridos.